# Fannia rabdionata
Fannia rabdionata is een vliegensoort uit de familie van de Fanniidae. De wetenschappelijke naam van de soort is voor het eerst geldig gepubliceerd in 1940 door Karl.